# Heliga apostlarna Petrus och Paulus kyrka, Grab
Heliga apostlarna Petrus och Paulus kyrka (serbisk kyrilliska: Црква Светих Апостола Петра и Павла; latinska: Crkva Svetih Apostola Petra i Pavla; kyrkslaviska; Це́рковь Свѧты́хъ Апостлавъ Петра̀ и҆ Па́вла) är en serbisk-ortodox kyrkobyggnad belägen i byn Grab, i staden och kommunen Lučani i den statistiska regionen Šumadija och västra Serbien, i Serbien.
Kyrkan är helgad åt apostlarna Petrus och Paulus. Den tillhör Žičas stift.

## Historik
Heliga apostlarna Petrus och Paulus kyrka i Grab byggdes år 2007.

## Bilder

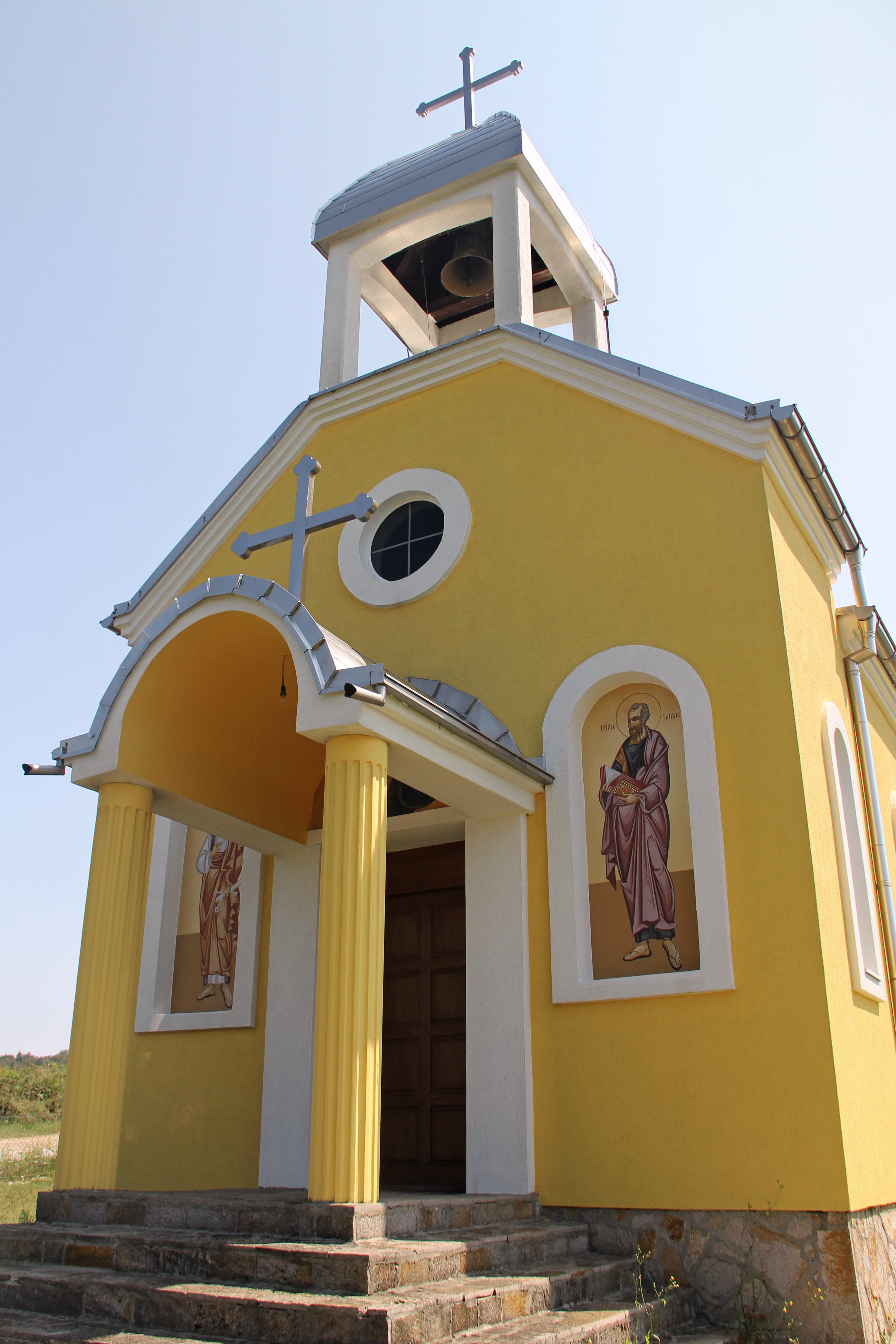
Framsidan och entrén